# Вибори до Мажилісу Парламенту Республіки Казахстан 2012
Позачергові вибори депутатів Мажилісу Парламенту Республіки Казахстан відбулися 15 січня (за партійними списками) та 16 січня (вибори депутатів від Асамблеї народу Казахстану) 2012 року. Паралельно з виборами депутатів парламенту відбулися вибори депутатів районних, міських і обласних масліхатів (місцевих представницьких органів).

## Розпуск Мажилісу IV скликання та призначення виборів
Останній Мажиліс (IV скликання) складався з двох фракцій: Народно-демократичної партії «Нур Отан» (98 депутатів; 88,41 %) та безпартійних (9 депутатів) (Народно-демократична партія «Ну́р Ота́н» («Світло Вітчизни») — найбільша пропрезидентська партія Казахстану; створена 1999 року з ініціативи президента Нурсултана Назарбаєва; він же є її лідером).
Наступні чергові вибори до Мажилісу мали відбутися, згідно з законодавством, у серпні 2012 року. Але 9 листопада 2011 року радник президента Казахстану Єрмухамет Єртисбаев у своєму інтерв'ю висловив думку про те, що депутати мажилісу можуть виступити з ініціативою саморозпуску парламенту і що «в третє десятиліття незалежності Казахстан повинен ввійти мінімум із двопартійним парламентом».
Наступного дня, 10 листопада, двоє депутатів мажилісу звернулися до глави держави з проханням ухвалити указ про розпуск нижньої палати парламенту та масліхатів. Під зверненням підписалися 53 депутати мажилісу. Свою пропозицію вони аргументували кількома причинами: насуванням у 2012 році другої хвилі світової фінансово-економічної кризи та доцільністю зосередитися на її подоланні, не відволікаючись на виборні перегони; необхідністю формування парламенту не менш ніж із двох політичних партій.
16 листопада 2011 р. президент Казахстану Нурсултан Назарбаєв підписав указ про розпуск Мажилісу.
Того ж дня почалося висування кандидатів у депутати Мажилісу, яке завершилося за 40 днів до виборів (5 грудня). Реєстрація партійних списків завершилася за один місяць до виборів (15 грудня).

## Висування та реєстрація кандидатів
25 листопада 2011 року відбувся XIV з'їзд Народно-демократичної партії «Нур Отан», на якому затвердили список із 127 кандидатів у депутати Мажилісу та схвалили передвиборну платформу «Казахстан. Цілі-2017. Національний план дій». До списку ввійшли донька президента країни Дарига Назарбаєва, багаторічний спікер Мажилісу Урал Мухамеджанов, олімпійські чемпіони, артисти, акіми (керівники місцевої виконавчої влади), міністри й інші чиновники. 30 листопада партія першою подала свій список у Центральну виборчу комісію Казахстану, 7 грудня його зареєстрували.
26 листопада відбувся VI позачерговий з'їзд Комуністичної народної партії Казахстану (КНПК), на якому затвердили 23 кандидатів від партії на виборах (в тому числі лідера партії Владислава Косарєва). 13 грудня  список КНПК зареєструвала Центральна виборча комисія.
Комуністична партія Казахстану (КПК), від якої свого часу відкололася КНПК, не може брати участі у виборах, бо її діяльність призупинив суд. Разом з іншою незареєстрованою Народною партією «Алга!» вона утворила коаліцію «Халик майдани». Але «Халик майдани» також не встигає з реєстрацією до виборів через їхній достроковий характер. Один із лідерів КПК Володимир Козлов заявив, що його партія візьме участь у виборах у який-небудь спосіб.
Партія патріотів Казахстану затвердила партійний список із 22 осіб та політичну платформу на з'їзді 26 листопада. Голова партії Гані Касимов до списку не ввійшов, бо є сенатором. 13 грудня список партії зареєструвала ЦВК.
Загальнонаціональна соціал-демократична партія (ЗСДП), яку вважають чи не єдиною справді опозиційною, на позачерговому IX з'їзді 26 листопада в Алмати ухвалила рішення брати участь у виборах до Мажилісу. 2009 року ЗСДП, об'єднавшися з іншою опозиційною партією — «Азат», створили об'єднану партію ЗСДП «Азат». Але нова партія на момент з'їзду так і не пройшла процедуру реєстрації в міністерстві юстиції, тому опозиція вирішила брати участь у виборах в особі ЗСДП. На з'їзді затвердили партійний список із 57 осіб (зокрема. лідери партії Жармахан Туякбай, Булат Абилов, перший казахський космонавт Токтар Аубакиров тощо. 9 грудня ЦВК Казахстану зареєструвала список ЗСДП.
27 листопада пройшов з'їзд Демократичної партії Казахстану «Ак Жол», на якому затвердили партійний список із 79 осіб (голова партії Азат Перуашев, заступники голови Людмила Жуланова та Буріхан Нурмухамедов, олімпійський чемпіон Бакит Сарсекбаєв тощо). 8 грудня ЦВК зареєструвала партійний список «Ак Жол».
2 грудня в Астані відбувся VIII позачерговий з'їзд Казахстанської соціал-демократичної партії «Ауил». До партійного списку ввійшли 23 кандидати в депутати. Згідно з платформою партії, головними її завданнями є «продовольчий кошик сільських мешканців і забезпечення чистою питною водою поряд із розвитком сільської інфраструктури (будівництво і ремонт житла, шкіл, лікарень, доріг)». 10 грудня ЦВК зареєструвала список партії із 18 осіб.
13 грудня ЦВК Казахстану зареєструвала партійний список Демократичної партії «Аділет», затверджений 3 грудня на VII позачерговому з'їзді партії.
30 листопада на з'їзді партії «Руханіят» затвердили партійний список на вибори, до якого, зокрема, ввійшли нові керівники партії. 13 грудня список зареєструвала ЦВК Казахстану. Але 28 грудня ЦВК скасувала реєстрацію списку кандидатів партії «Руханіят» після того, як почесна голова партії Алтиншаш Джаганова звернулася в Генеральну прокуратуру з заявою про незаконний характер з'їзду та участь у ньому людей, не причетних до партії. Внаслідок прокурорської перевірки порушення були підтверджені:
Загалом, за даними ЦВК на 16 грудня 2011, були зареєстровані 386 кандидатів. Серед них- представники 12 національностей. Їхній середній вік — близько 54 років. Серед них 21 % жінок, 99 % кандидатів мають вищу освіту, 35 % із них — юристи й економісти.
Президент Казахстану Нурсултан Назарбаєв наклав вето на рішення Конституційної ради республіки про неможливість проведення парламентських виборів на території міста Жанаозен Мангистауської області (16 грудня в цьому місті сталися масові заворушення з людськими жертвами і було введено надзвичайний стан).

## Виключення зі списків
6 січня 2012 року ЦВК Казахстану повідомила, що 18 осіб виключені з партійних списків кандидатів у депутати Мажилісу через виявлення недостовірних відомостей про доходи та майно, задекларованих особами, введеними в партійний список і їхнім подружжям. У партійному розрізі кількість винятків така: «Ак Жол» — 5 осіб, ЗСДП — 4, «Аділет» — 3, «Нур Отан» — 3, Партія патріотів Казахстану — 2, «Ауил» — 1.
10 січня ЦВК з тієї ж причини виключив із 5 списків щё 6 осіб: «Ак Жол» — 2 (в тому числіБулат Абілов), «Нур Отан» — 1, «Аділет» — 1, «Ауил» — 1, Партія патріотів — 1.

## Агітаційна кампанія
За календарним планом виборчої кампанії, затвердженої ЦВК Казахстану, проведення агітації почалося з моменту закінчення терміну реєстрації партійних списків і завершиться в нуль годин за місцевим часом дня, попереднього до дня виборів — о 24 годині 13 січня 2012 року.
12 січня на телеканалі «Хабар» пройдуть телевізійні політичні дебати, в яких візьмуть участь по одному представнику від кожної політичної партії, що бере участь у виборах. Дебати пройдуть за двома темами: «Економіка — основа успіху країни» та «Розвиток людського капіталу в Казахстані».

## Опитування громадської думки
За даними Інституту соціально-політичних досліджень (ІСПД), на 6 січня 2012 р. 77,5 % опитаних казахстанців планували голосувати на парламентських виборах. У ході опитування 80,9 % висловили готовність віддати голос за «Нур Отан», 7,5 % — за «Ак Жол», 4,1 % — за ЗСДП, 3,9 % — за КНПК, 1,2 % — за «Адилет», 0,7 % — за Партию патриотов Казахстану, 0,4 % — за «Ауил», 1,2 % не вирішили, за кого голосувати.
Згідно з опитуванням, проведеним Науково-дослідною асоціацією «Інститут демократії» 4-6 січня 2012 року, 69,3 % респондентів твердо заявили про свою участь у голосуванні на виборах депутатів Мажилісу та масліхатів і ще 10 % відповіли, що, швидше за все, візьмуть участь. В рейтингу політичних партій за підсумками агітаційної кампанії за цим опитуванням рейтинг «Нур Отана» склав 80,1 %, «Ак Жола» — 7,3 %, КНПК — 7,1 %, ЗСДП — 1,9 %, «Аділет» — 1,3 %, Партії патріотів Казахстану — 0,8 %, «Ауил» — 0,5 %.
За даними бліц-опитування, проведеного Центром актуальних досліджень «Альтернатива» 2-8 січня, прогнозована явка становить 98,6 %. Симпатії виборців розподілилися так: «Нур Отан» — 78,2 %, «Ак Жол» — 14,3 %, КНПК — 2,5 %, ЗСДП — 2,3 %, «Аділет» — 0,5 %, Партія патріотів Казахстану — 0,5 %, «Ауил» — 0,3 %.

## Результати
15 січня 2012 року у Казахстані відбулися дострокові вибори депутатів мажилісу (нижньої палати парламенту республіки) і масліхатів (місцевих органів влади).
За підсумками попередніх виборів, що відбулися в 2007 році, в мажиліс пройшла лише партія влади. Вибори вперше проводилися за новим законодавством, згідно з яким до сесійної зали обов'язково має потрапити партія, що посяде друге місце, навіть якщо вона не подолає 7 % бар'єр У 2008 таке нововведення запровадили під тиском ОБСЄ, бо жодна з політичних сил в країні, окрім президентської «Нур отан», не мала підтримку населення, вищу за 7 відсотків.
Згідно з поширеною версією, мета керівництва Казахстану на виборах 2012 року полягала в тому, щоб провести в нижню палату парламенту ще одну провладну партію.
Центральний виборчий комітет Казахстану у підсумку підтвердив, що до парламенту пройшли три партії, і повідомив, як саме розподілилися депутатські мандати. Згідно з остаточними даними Центрвиборчкому по виборах до мажилісу, правляча партія «Нур Отан» («Світло Вітчизни»), очолювана президентом Казахстану Нурсултаном Назарбаєвим, отримала 80,99 відсотка голосів. Семивідсотковий прохідний бар'єр подолали також провладна партія «Ак жол» («Світлий шлях») і помірно опозиційна Комуністична народна партія Казахстану (КНПК). Вони отримали 7,47 і 7,19 відсотки відповідно.
Всього у виборах брали участь сім партій. Чотири з них не подолали прохідний бар'єр.
З 107 місць в мажилісі «Нур Отан» отримує 83, «Ак жол» — 8, КНПК — 7 місць.
Решта дев'ять місць, відповідно до конституції республіки, заповнюються за квотою Асамблеї народів Казахстану. ЦВК також затвердив відповідні кандидатури. Депутатські мандати від АНК отримали члени організацій, що представляють інтереси етнічних громад.

## Міжнародні оцінки
Спостерігачі ОБСЄ розкритикували вибори, заявивши, що вони не відповідають демократичним стандартам. У свою чергу, спостерігачі від СНД визнали перевибори мажилісу «відкритими, прозорими і конкурентними».
Вибори в Казахстані ніколи ще не були визнані міжнародними спостерігачами як демократичні.

## Виноски
1. ↑  Казахстан: вибори без вибору. Архів оригіналу за 20 січня 2012. Процитовано 17 січня 2012.